# كفر الشيخ مفتاح
كفر الشيخ مفتاح إحدى قرى مركز السنطة التابع لمحافظة الغربية بجمهورية مصر العربية. أصل الكفر من توابع شبرابيل ثم فصل عنها في سنة 1228 هـ.

## السكان
بلغ عدد سكان كفر الشيخ مفتاح 4,733 نسمة حسب تقدير عام 2018.
| السنة  | 1882 | 1897 | 1907 | 1927 | 1947 | 1960 | 1976 | 1986 | 1996 | 2006  | 2018 |
| ------ | ---- | ---- | ---- | ---- | ---- | ---- | ---- | ---- | ---- | ----- | ---- |
| القرية | 1012 | 1221 | 1408 | 1411 | 1353 | 1907 | 2582 | 2416 | 4068 | 4,733 | 6492 |